# 亞歷山大·馬天尼斯
亞歷山大·馬天尼斯(Alexandre Ruben Martinez Gutiérrez)，（1987年3月4日—）是安道爾的職業足球運動員，司職後衛，現效力於安道爾甲組足球聯賽聖達哥林瑪。
2010年首次代表安道爾國家足球隊。